# シルビオ・レオナルド
シルビオ・レオナルド（Silvio Leonard Sarría、1955年9月20日 ‐ ）は、キューバの元陸上競技選手で、1980年モスクワオリンピックの男子100mで銀メダルを獲得した選手である。
レオナルドは、1977年8月11日に、100mで9秒98を記録した。これは、1968年メキシコシティーオリンピックでジム・ハインズ（アメリカ）が9秒95を記録して以来、9年振りにマークされた9秒台で、100mに電動計時が導入されて以降では、史上2人目の達成となった。なお、40年以上経った現在でも、この記録はキューバの国内記録として残っている。
1980年に行われたモスクワオリンピックでは、100mでアラン・ウェルズ（イギリス）に敗れ2位であった。また、200mでは4位で、惜しくもメダル獲得を逃している。

## 自己記録
- 100m　9秒98　（1977年8月11日）
- 200m　20秒06　（1978年6月19日）

## 主な成績
| 年   | 大会         | 場所                   | 種目    | 結果 | 記録   |
| ---- | ------------ | ---------------------- | ------- | ---- | ------ |
| 1976 | オリンピック | モントリオール(カナダ) | 4x100mR | 5位  | 39秒01 |
| 1980 | オリンピック | モスクワ(ソビエト連邦) | 100m    | 2位  | 10秒25 |
| 1980 | オリンピック | モスクワ(ソビエト連邦) | 200m    | 4位  | 20秒30 |